# 安迪·科斯特卡
安德鲁·科斯特卡（英語：Andrew Kostecka，1921年2月10日—2007年1月17日），美国NBA联盟前职业篮球运动员。